# Troglodytes
Pour les articles homonymes, voir Troglodyte.
Genre
Troglodytes est un genre d'oiseaux de la famille des Troglodytidae. 

## Taxinomie
En 1812, Étienne Geoffroy Saint-Hilaire choisit le genre Troglodytes pour classer le chimpanzé. Le taxon est utilisé dans ce sens par plusieurs auteurs ultérieurs. En 1985, la commission internationale de nomenclature zoologique le rend définitivement invalide au profit de Pan, Oken, 1816, en vertu du principe d'antériorité de Troglodytes, Viellot, 1809.

## Liste des espèces
D'après la classification de référence (version 14.2, 20124) du Congrès ornithologique international (ordre phylogénique) :
- Troglodytes troglodytes – Troglodyte mignon
- Troglodytes hiemalis – Troglodyte des forêts
- Troglodytes pacificus – Troglodyte de Baird
- Troglodytes tanneri – Troglodyte de Clarion
- Troglodytes aedon – Troglodyte familier
- Troglodytes musculus – Troglodyte austral
- Troglodytes beani – Troglodyte de Cozumel
- Troglodytes martinicensis – Troglodyte des Antilles
- Troglodytes mesoleucus – Troglodyte de Sainte-Lucie
- Troglodytes musicus – Troglodyte de Saint-Vincent
- Troglodytes grenadensis – Troglodyte de Grenade
- Troglodytes cobbi – Troglodyte de Cobb
- Troglodytes sissonii – Troglodyte de Socorro
- Troglodytes rufociliatus – Troglodyte à sourcils roux
- Troglodytes ochraceus – Troglodyte ocré
- Troglodytes solstitialis – Troglodyte montagnard
- Troglodytes monticola – Troglodyte des Santa Marta
- Troglodytes rufulus – Troglodyte des tépuis

Le Troglodyte mignon peut-être placé dans un genre particulier Nannus Billberg, 1828, au vu des résultats des tests d'hybridation de l'ADN, mais le Congrès Ornithologique International le maintient dans le genre Troglodytes.